# Osłamiw
Osłamiw (ukr. Осламів) – wieś na Ukrainie, w obwodzie chmielnickim, w rejonie chmielnickim, w hromadzie Wińkowce. W 2001 roku liczyła 1353 mieszkańców
W latach 1966–2020 miejscowość wchodziła w skład rejonu wińkowieckiego.